# Batej Ungarin

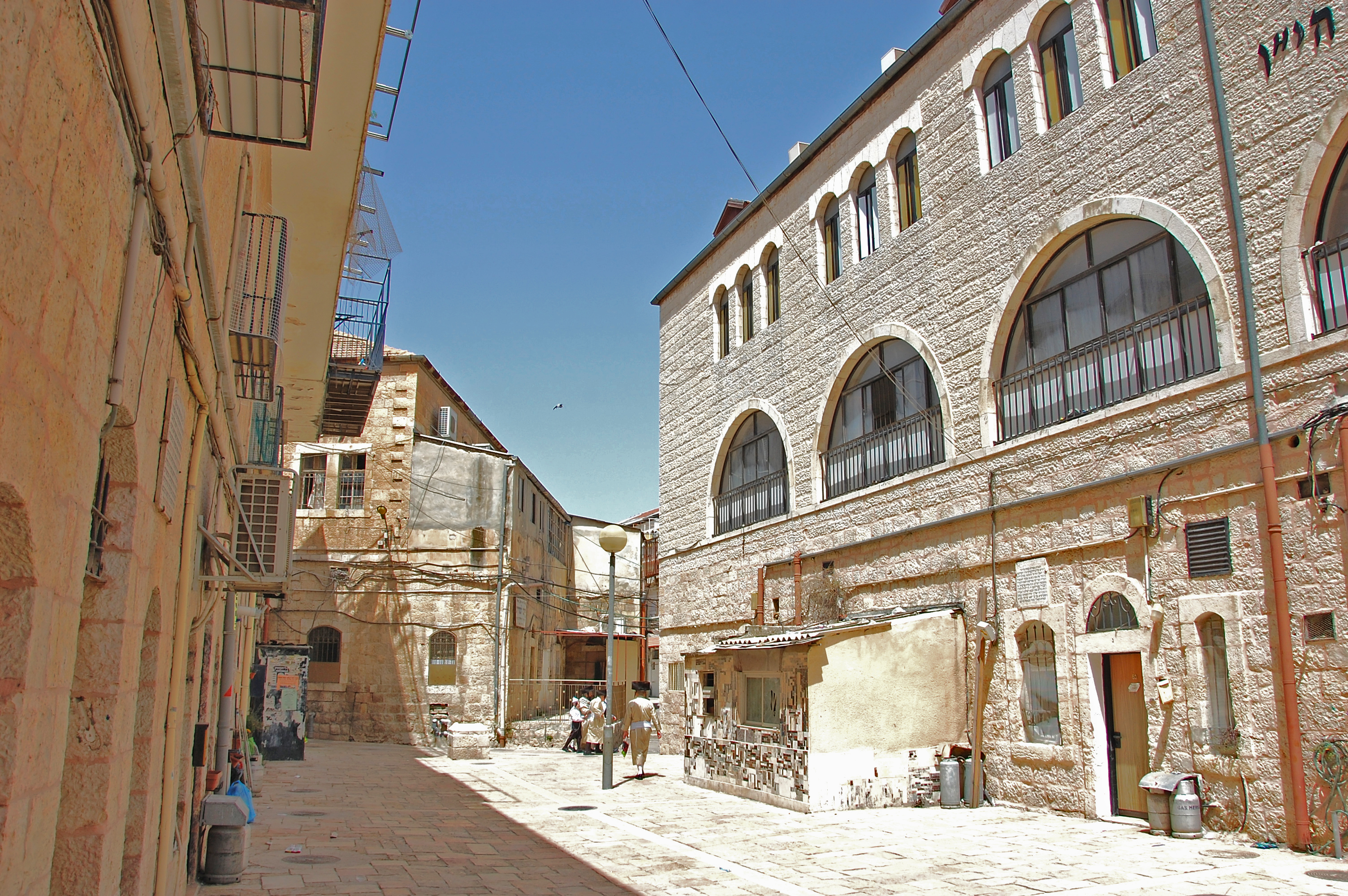
Zástavba v Batej Ungarin

Batej Ungarin (hebrejsky: בתי אונגרין, doslova Uherské domy) je městská čtvrť v centrální části Jeruzaléma v Izraeli.

## Geografie
Leží v nadmořské výšce necelých 800 metrů, cca 1 kilometr severně od Starého Města. Tvoří podčást rozsáhlejší městské čtvrtě Me'a Še'arim, nachází se na jejím východním okraji. Na severu s ní sousedí čtvrť Bejt Jisra'el. Leží nedaleko od Zelené linie, která do roku 1967 rozdělovala Jeruzalém. Východně odtud již leží arabská čtvrť Bab az-Zahra. Na jejich rozhraní probíhá přibližně v trase Zelené linie silnice číslo 60 (Sderot Chajim Bar Lev). Populace čtvrti je židovská.

## Dějiny
Vznikla v 19. století jako ubytování pro chudé ultraortodoxní Židy původem z Uherska. Obyvatelé patří mezi ultraortodoxní Židy nejvíce kritické vůči státu Izrael. Pozice tu má organizace Neturej karta, která stát Izrael neuznává. Mnozí zdejší obyvatelé odmítají veřejné služby jako státní zdravotnictví a nejsou připojeni k elektrické síti firmy Israel Electric Corporation. Tato skupina sestává z cca 700 rodin.